# Allan Dwan
Allan Dwan, pseudonimo di Joseph Aloysius Dwan (Toronto, 3 aprile 1885 – Woodland Hills, 21 dicembre 1981), è stato un regista, sceneggiatore e produttore cinematografico canadese con cittadinanza statunitense pioniere del cinema muto.
Nell'era del cinema muto fondò la A.D. Production e la Associated Producers. Fu uno dei fondatori della Motion Picture Directors Association (18 luglio 1915).

## Biografia
Nato nell'Ontario, a Toronto, era figlio di Mary Jane Hunt e di Joseph Michael Dwan (1857-1917), un commesso viaggiatore. La sua famiglia (compreso il fratello maggiore di Allan, Leo Garnet) si trasferì negli Stati Uniti quando lui aveva sette anni, il 4 dicembre 1892 (da quel che risulta dalla sua richiesta di naturalizzazione fatta nell'agosto 1939). 
Studiò ingegneria presso l'Università di Notre Dame e iniziò a lavorare per una compagnia elettrica di Chicago. Nei primi anni del Novecento, Chicago era il più grande centro di produzione e distribuzione cinematografica degli Stati Uniti e il giovane Allan cominciò a interessarsi di quella nascente industria. Così, quando la Essanay gli offrì l'occasione di diventare sceneggiatore, accettò quel lavoro. All'epoca, alcuni cineasti della costa orientale presero l'abitudine di trascorrere l'inverno in California, dove il clima consentiva loro di continuare a lavorare anche nei mesi invernali per le produzioni che richiedevano climi caldi. Presto molte compagnie si trasferirono lì tutto l'anno e, nel 1911, Dwan iniziò a lavorare part-time a Hollywood. Mentre era ancora residente a New York, nel 1917, diventò presidente della costola orientale della Motion Picture Directors Association, un'organizzazione non-profit fondata a Los Angeles nel 1915 come unione corporativa dei registi cinematografici.

### Carriera
Dall'agosto 1911 al luglio 1912, Dwan - diventato regista - gestì gli studi californiani di La Mesa della Flying A, una casa di produzione fondata nel 1910 a Chicago che avrebbe preso il nome di American Film Manufacturing Company. In quel periodo, sotto la gestione di Dwan, la casa produsse circa centocinquanta film, in gran parte di genere western o commedie. Dwan diresse anche i primi episodi della serie che aveva come protagonista il personaggio di Calamity Anne, una cowgirl che, interpretata da Louise Lester, diventò la prima star femminile della storia del cinema del western. Nell'estate del 1913, il regista passò a lavorare per la Bison Motion Pictures, poi per la Rex Motion Picture Company. In quell'anno, firmò poi un contratto con la Universal Film Manufacturing Company, studio che lasciò nel 1914 per la Famous Players Company per poi passare l'anno dopo a lavorare con D.W. Griffith per la Triangle Film Corporation, prendendo parte alla lavorazione di Intolerance come secondo assistente e inventando l'attrezzatura usata per le riprese con la gru.

### Vita privata
Dal 1915 al 1921 è stato sposato con l'attrice Pauline Bush.

## Filmografia

### Regista
- Strategy – cortometraggio (1911)
- Bud Nevins, Bad Man – cortometraggio (1911)
- The Boss of Lucky Ranch – cortometraggio (1911)
- A California Love Story – cortometraggio (1911)
- Crazy Gulch (1911)
- The Opium Smuggler (1911)
- The Sheriff's Captive (1911)
- The Ranchman's Vengeance (1911)
- A Cowboy's Sacrifice (1911)
- A Western Dream (1911)
- Branding a Bad Man (1911)
- As in a Looking Glass (1911)
- A Daughter of Liberty (1911)
- A Trooper's Heart (1911)
- The Ranch Tenor (1911)
- Rattlesnakes and Gunpowder (1911)
- The Sheepman's Daughter (1911)
- The Sage-Brush Phrenologist (1911)
- The Elopement on Double L Ranch (1911)
- $5000 Reward, Dead or Alive (1911)
- The Witch of the Range (1911)
- Law and Order on Bar L Ranch (1911)
- The Cowboy's Ruse (1911)
- The Broncho Buster's Bride (1911)
- The Yiddisher Cowboy (1911)
- The Hermit's Gold (1911)
- The Actress and the Cowboys (1911)
- The Sky Pilot's Intemperance (1911)
- A Western Waif (1911)
- The Call of the Open Range (1911)
- The Ranch Chicken (1911)
- The Schoolm'am of Snake (1911)
- Cupid in Chaps (1911)
- The Outlaw's Trail (1911)
- The Ranchman's Nerve (1911)
- The Cowboy's Deliverance (1911)
- The Cattle Thief's Brand (1911)
- The Parting of the Trails – cortometraggio (1911)
- Cattle, Gold and Oil (1911)
- The Ranch Girl (1911)
- The Poisoned Flume (1911)
- The Brand of Fear (1911)
- The Blotted Brand (1911)
- Auntie and the Cowboys (1911)
- The Western Doctor's Peril (1911)
- The Diamond Smugglers (1911)
- The Cowboy and the Artist (1911)
- Three Million Dollars (1911)
- The Stage Robbers of San Juan (1911)
- The Mother of the Ranch (1911)
- The Gun Man (1911)
- The Claim Jumper (1911)
- The Circular Fence (1911)
- The Rustler Sheriff (1911)
- The Love of the West (1911)
- The Miner's Wife (1911)
- The Land Thieves (1911)
- The Cowboy and the Outlaw – cortometraggio (1911)
- The Caves of La Jolla (1911)
- Three Daughters of the West (1911)
- The Lonely Range (1911)
- The Horse Thief's Bigamy (1911)
- The Trail of the Eucalyptus – cortometraggio (1911)
- The Stronger Man – cortometraggio (1911)
- The Water War – cortometraggio (1911)
- The Three Shell Game – cortometraggio (1911)
- The Mexican – cortometraggio (1911)
- The Eastern Cowboy (1911)
- The Way of the West (1911)
- The Test (1911)
- Jolly Bill of the Rocking R (1911)
- The Master of the Vineyard (1911)
- The Sheriff's Sisters (1911)
- The Angel of Paradise Ranch – cortometraggio (1911)
- The Smoke of the .45 (1911)
- The Man Hunt (1911)
- The Last Notch (1911)
- The Gold Lust (1911)
- Bonita of El Cajon – cortometraggio (1911)
- A Midwinter Trip to Los Angeles (1912)
- Broncho Busting for 'Flying A' Pictures (1912)
- The Misadventures of a Claim Agent (1912)
- The Winning of La Mesa – cortometraggio (1912)
- The Locket (1912)
- The Relentless Law (1912)
- Justice of the Sage (1912)
- Objections Overruled (1912)
- The Mormon – cortometraggio (1912)
- Love and Lemons (1912)
- The Best Policy (1912)
- The Real Estate Fraud (1912)
- The Grub Stake Mortgage (1912)
- Where Broadway Meets the Mountains (1912)
- An Innocent Grafter (1912)
- Society and Chaps (1912)
- A Leap Year Comedy (1912)
- The Land Baron of San Tee (1912)
- An Assisted Elopement (1912)
- From the Four Hundred to the Herd (1912)
- The Broken Ties (1912)
- After School (1912)
- A Bad Investment (1912)
- The Full Value (1912)
- The Tramp's Gratitude (1912)
- Fidelity (1912)
- Winter Sports and Pastimes of Coronado Beach (1912)
- The Maid and the Man (1912)
- The Agitator (1912)
- The Ranchman's Marathon (1912)
- The Coward (1912)
- The Distant Relative (1912)
- The Range Detective (1912)
- Driftwood (1912)
- The Eastern Girl (1912)
- The Pensioners (1912)
- The End of the Feud – cortometraggio (1912)
- The Wedding Dress (1912)
- The Myth of Jamasha Pass (1912)
- The Other Wise Man (1912)
- Tha Haters (1912)
- The Thread of Life (1912)
- The Wandering Gypsy (1912)
- The Reward of Valor (1912)
- The Brand (1912)
- The Green-Eyed Monster (1912)
- Cupid Through Padlocks (1912)
- For the Good of Her Men (1912)
- The Simple Love (1912)
- A Fifty-Mile Auto Contest (1912)
- The Weaker Brother (1912)
- The Wordless Message (1912)
- The Evil Inheritance (1912)
- The Marauders (1912)
- The Girl Back Home (1912)
- Under False Pretenses (1912)
- Where There's a Heart (1912)
- The Vanishing Race (1912)
- Point Loma (1912)
- The Fatal Mirror (1912)
- The Tell-Tale Shells (1912)
- San Diego (1912)
- Indian Jealousy (1912)
- The Canyon Dweller (1912)
- It Pays to Wait (1912)
- A Life for a Kiss (1912)
- The Meddlers (1912)
- The Girl and the Gun (1912)
- The Bad Man and the Ranger (1912)
- The Outlaw Colony (1912)
- The Land of Death (1912)
- The Bandit of Point Loma (1912)
- The Jealous Rage (1912)
- The Will of James Waldron (1912)
- The Greaser and the Weakling (1912)
- The Stranger at Coyote (1912)
- The Dawn of Passion (1912)
- The Vengeance That Failed (1912)
- The Fear (1912)
- The Foreclosure (1912)
- White Treachery (1912)
- Their Hero Son (1912)
- Calamity Anne's Ward (riedizione: Calamity Anne, Guardian) – cortometraggio (1912)
- Father's Favorite (1912)
- Jack of Diamonds – cortometraggio (1912)
- The Reformation of Sierra Smith – cortometraggio (1912)
- The Promise – cortometraggio (1912)
- The New Cowpuncher – cortometraggio (1912)
- The Best Man Wins – cortometraggio (1912)
- The Wooers of Mountain Kate – cortometraggio (1912)
- One, Two, Three – cortometraggio (1912)
- The Wanderer – cortometraggio (1912)
- Maiden and Men (1912)
- God's Unfortunates (1912)
- Man's Calling (1912)
- The Intrusion at Lompoc (1912)
- The Thief's Wife (1912)
- The Would-Be Heir (1912)
- Jack's Word (1912)
- Her Own Country (1912)
- The Hidden Treasure, co-regia di Wallace Reid – cortometraggio (1912)
- Pals – cortometraggio (1912)
- The Animal Within (1912)
- The Law of God (1912)
- Nell of the Pampas (1912)
- The Heart of a Soldier (1912)
- The Daughters of Senor Lopez (1912)
- The Power of Love (1912)
- The Recognition (1912)
- The Blackened Hills (1912)
- The Girl of the Manor (1912)
- Loneliness of Neglect (1912)
- The Fraud That Failed – cortometraggio (1913)
- Another Man's Wife – cortometraggio (1913)
- Calamity Anne's Inheritance (riedizione: Calamity Anne's Legacy) – cortometraggio (1913)
- Their Masterpiece – cortometraggio (1913)
- The Awakening – cortometraggio (1913)
- His Old-Fashioned Mother – cortometraggio (1913)
- The Silver-Plated Gun – cortometraggio (1913)
- Women Left Alone – cortometraggio (1913)
- Andrew Jackson – cortometraggio (1913)
- Calamity Anne's Vanity – cortometraggio (1913)
- The Romance – cortometraggio (1913)
- The Finer Things – cortometraggio (1913)
- Love Is Blind – cortometraggio (1913)
- High and Low – cortometraggio (1913)
- The Greater Love – cortometraggio (1913)
- Jocular Winds – cortometraggio (1913)
- The Transgression of Manuel – cortometraggio (1913)
- Calamity Anne, Detective – cortometraggio (1913)
- When a Woman Won't – cortometraggio (1913)
- An Eastern Flower (1913)
- Cupid Never Ages (1913)
- Calamity Anne's Beauty – cortometraggio (1913)
- Matches (1913)
- Cupid Throws a Brick (1913)
- Woman's Honor (1913)
- In Another's Nest – cortometraggio (1913)
- Boobs and Bricks – cortometraggio (1913)
- Calamity Anne's Trust – cortometraggio (1913)
- Oil on Troubled Waters (1913)
- The Road to Ruin (1913)
- Human Kindness (1913)
- Angel of the Canyons (1913)
- The Great Harmony (1913)
- Ashes of Three (1913)
- Her Big Story (1913)
- The Wishing Seat (1913)
- The Spirit of the Flag (1913)
- In Love and War, co-regia di Thomas H. Ince (1913)
- Women and War (1913)
- The Powder Flash of Death (1913)
- The Picket Guard (1913)
- Mental Suicide (1913)
- Man's Duty (1913)
- The Animal (1913)
- Travelers of the Road (1913)
- The Wall of Money (1913)
- The Echo of a Song (1913)
- Criminals (1913)
- The Restless Spirit (1913)
- Jewels of Sacrifice (1913)
- Back to Life (1913)
- The Barrier of Bars (1913)
- Red Margaret, Moonshiner (1913)
- Bloodhounds of the North (1913)
- The Field Foreman (1913)
- The Chase (1913)
- The Battle of Wills (1913)
- The Lie (1914)
- The Honor of the Mounted (1914)
- Remember Mary Magdalen (1914)
- Discord and Harmony (1914)
- The Menace to Carlotta (1914)
- The Embezzler (1914)
- The Lamb, the Woman, the Wolf (1914)
- The End of the Feud (1914)
- The Tragedy of Whispering Creek (1914)
- The Unlawful Trade (1914)
- The Forbidden Room (1914)
- The Hopes of Blind Alley (1914)
- The Great Universal Mystery (1914)
- The Unwelcome Mrs. Hatch (1914)
- Richelieu (1914)
- Wildflower (1914)
- The County Chairman (1914)
- The Straight Road (1914)
- The Conspiracy (1914)
- The Dancing Girl (1915)
- A Small Town Girl – cortometraggio (1915)
- David Harum (1915)
- The Love Route (1915)
- The Commanding Officer (1915)
- May Blossom (1915)
- The Pretty Sister of Jose (1915)
- A Girl of Yesterday (1915)
- Jordan Is a Hard Road (1915)
- The Foundling, co-regia di John B. O'Brien (1915)
- Betty of Greystone (1916)
- Doug è uno scervellato (The Habit of Happiness) (1916)
- I banditi del West (The Good Bad Man) (1916)
- An Innocent Magdalene (1916)
- Il meticcio della foresta (The Half-Breed) (1916)
- L'allegra favola di Black Burke (Manhattan Madness) (1916)
- Fifty-Fifty (1916)
- Accusing Evidence (1916)
- Panthea (1917)
- Double Revenge (1917)
- Nature's Calling (1917)
- The Old Sheriff (1917)
- Mouth-Organ Jack (1917)
- An Artist's Intrigue (1917)
- Fighting Odds (1917)
- Un moschettiere moderno (A Modern Musketeer) (1917)
- Douglas e gli avvoltoi del Sud (Headin' South), co-regia di Arthur Rosson (1918)
- Ci penso io! (Mr. Fix-It) (1918)
- Avventura marocchina di Douglas (Bound in Morocco) (1918)
- Sette giorni di gioia (He Comes Up Smiling) (1918)
- Cheating Cheaters (1919)
- Getting Mary Married (1919)
- The Dark Star (1919)
- Soldiers of Fortune (1919)
- La fortuna dell'irlandese (The Luck of the Irish) (1920)
- The Scoffer (1920)
- In the Heart of a Fool (1920)
- The Forbidden Thing (1920)
- A Perfect Crime (1921)
- A Broken Doll (1921)
- The Sin of Martha Queed (1921)
- The Hidden Woman (1922)
- Robin Hood (1922)
- Superstition (1922)
- The Glimpses of the Moon (1923)
- L'onesta segretaria (Lawful Larceny) (1923)
- Zazà (1923)
- Fratello maggiore (Big Brother) (1923)
- A Society Scandal (1924)
- Maschietta (Manhandled) (1924)
- Lacrime di madre o Lacrime di regina (Her Love Story) (1924)
- Wages of Virtue (1924)
- Amore argentino (Argentine Love) (1924)
- Gloria Swanson Dialogue (1925)
- Vita scapigliata (Night Life of New York) (1925)
- Follie (The Coast of Folly) (1925)
- Stage Struck (1925)
- Sea Horses (1926)
- Padlocked (1926)
- Tin Gods (1926)
- Mariti scapoli (Summer Bachelors) (1926)
- The Music Master (1927)
- The Joy Girl (1927)
- East Side, West Side (1927)
- Moglie senza chich (French Dressing) (1927)
- L'allievo di West Point (1927)
- The Big Noise
- La maschera di ferro (The Iron Mask) (1929)
- L'ondata dei forti (Tide of Empire) (1929)
- Il richiamo della terra (The Far Call) (1929)
- Giustizia dei ghiacci (Frozen Justice) (1929)
- La perla di Hawaii (South Sea Rose) (1929)
- Che tipo di vedova (1930)
- Schiavi della colpa (1930)
- La beffa dell'amore (Chances) (1931)
- Condannata (1931)
- While Paris Sleeps (1932)
- La follia della metropoli (American Madness), co-regia di Frank Capra (1932)
- L'altalena dell'amore (Her First Affaire) (1932)
- Counsel's Opinion (1933)
- La grande festa (Hollywood Party), co-regia (1934)
- I Spy (1934)
- Black Sheep (1935)
- Navy Wife (1935)
- Song and Dance Man (1936)
- Human Cargo (1936)
- High Tension (1936)
- L'ultima partita (Fifteen Maiden Lane) (1936)
- Woman-Wise (1937)
- That I May Live (1937)
- One Mile from Heaven (1937)
- Zoccoletti olandesi (Heidi) (1937)
- Rondine senza nido (Rebecca of Sunnybrook Farm) (1938)
- Battle of Broadway, co-regia di George Marshall (1938)
- Josette (1938)
- Suez (1938)
- D'Artagnan e i tre moschettieri (The Three Musketeers) (1939)
- The Gorilla (1939)
- Gli indomabili (Frontier Marshal) (1939)
- Sailor's Lady (1940)
- Non siamo più bambini (Young People) (1940)
- La valle dei forti (Trail of the Vigilantes) (1940)
- Rise and Shine (1941)
- Look Who's Laughing (1941)
- Amichevole rivalità (Friendly Enemies) (1942)
- Here We Go Again (1942)
- Around the World (1943)
- Nella camera di Mabel (Up in Mabel's Room) (1944)
- In giro con due americani (Abroad with Two Yanks) (1944)
- Milioni in pericolo (Brewster's Millions) (1945)
- Nozze agitate (Getting Gertie's Garter) (1945)
- Tutta la città ne sparla (Rendezvous with Annie) (1946)
- Calendar Girl (1947)
- Il prigioniero di Fort Ross (Northwest Outpost) (1947)
- Fiore selvaggio (Driftwood) (1947)
- The Inside Story (1947)
- Angelo in esilio (Angel in Exile) (1948)
- Iwo Jima, deserto di fuoco (Sands of Iwo Jima) (1949)
- Il diavolo nella carne (1950)
- Il mio bacio ti perderà (1951)
- La regina dei desperados (1952)
- Nagasaki (1952)
- La canzone del Mississippi (1952)
- La donna che volevano linciare (Woman They Almost Lynched) (1953)
- Operazione Corea (Flight Nurse) (1953)
- Il cavaliere implacabile (1954)
- La campana ha suonato (1954)
- La regina del Far West (1954)
- Le perle nere del Pacifico (1955)
- La jungla dei temerari (1955)
- L'avventuriero di Burma (1955)
- L'ultimo bazooka tuona (1956)
- L'ultima riva (1957)
- Stirpe maledetta (1957)
- I rinnegati dell'isola misteriosa (1958)
- Most Dangerous Man Alive (1961)

### Sceneggiatore
- Uncle Tom's Cabin, regia di Otis Turner (1913)
- The Test, regia di Wallace Reid - scenario (1914)
- Damon and Pythias, regia di Otis Turner (1914)
- Wildflower, regia di Allan Dwan (1914)
- The Love Route, regia di Allan Dwan (1915)
- Jordan Is a Hard Road, regia di Allan Dwan (1915)
- Doug è uno scervellato (The Habit of Happiness), regia di Allan Dwan (1916)
- Panthea, regia di Allan Dwan (1917)
- Il cavaliere dell'Arizona (Arizona), regia di Douglas Fairbanks (1918)
- Ci penso io! (Mr. Fix-It), regia di Allan Dwan (1918)
- Soldiers of Fortune, regia di Allan Dwan (1919)
- The Sin of Martha Queed, regia di Allan Dwan (1921)

### Produttore
- Panthea, regia di Allan Dwan (1917)
- Sahara, regia di Arthur Rosson (1919)
- A Splendid Hazard, regia di Arthur Rosson (1920)
- Argentine Love, regia di Allan Dwan (1924)
- Follie (The Coast of Folly), regia di Allan Dwan (1925)
- Moglie senza chich (French Dressing), regia di Allan Dwan (1927)
- La donna che volevano linciare (Woman They Almost Lynched), regia di Allan Dwan (1953)

## Galleria d'immagini

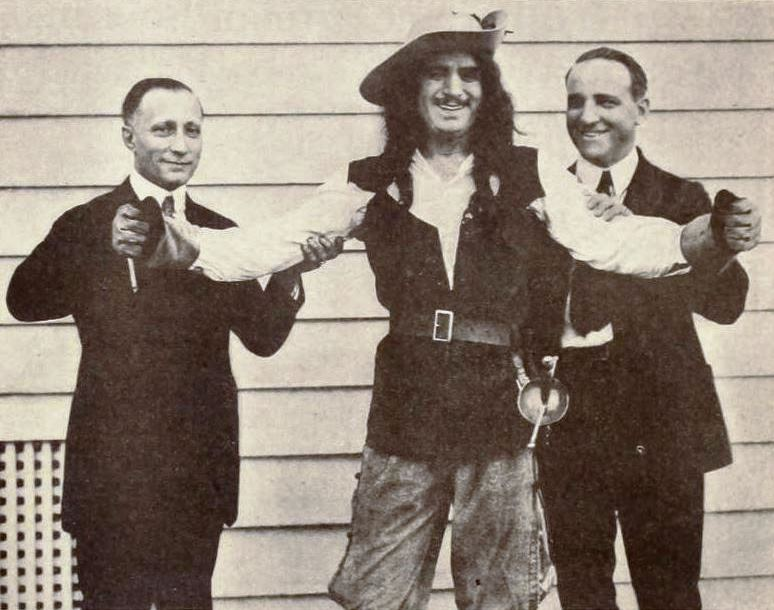
Adolph Zukor, Douglas Fairbanks e Dwan sul set di A Modern Musketeer nel 1917
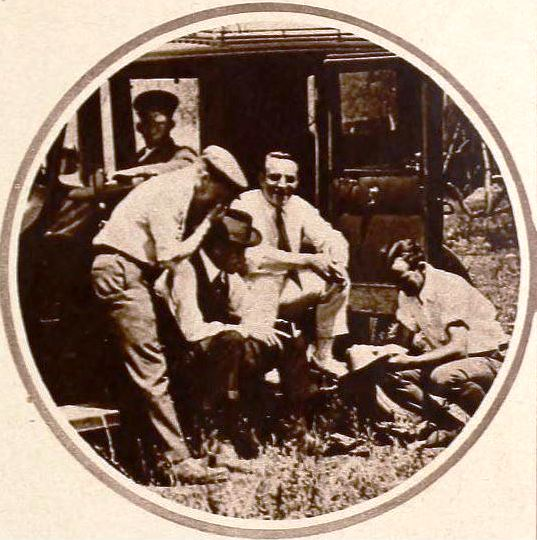
Con la troupe di Soldiers of Fortune nel 1919
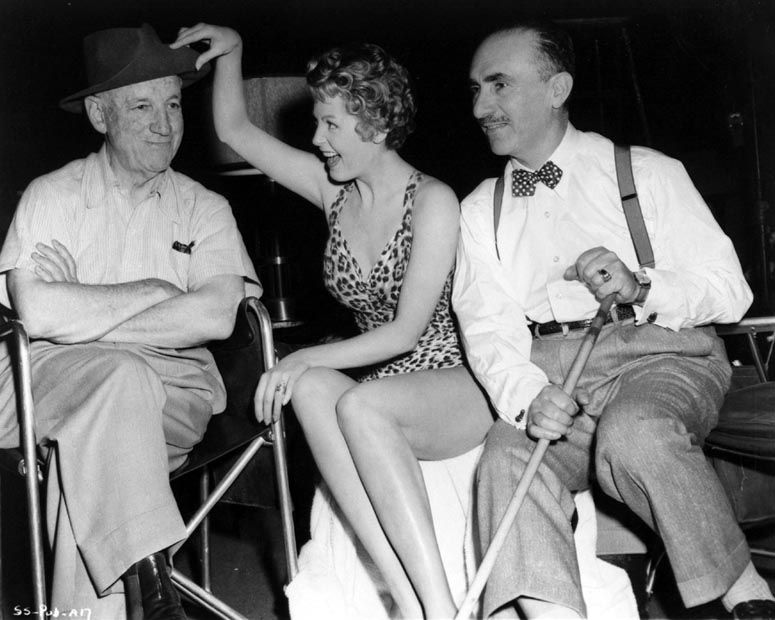
Allan Dwan (a sinistra), Arlene Dahl e John Alton sul set di Veneri rosse nel 1956